# 燕山君墓
燕山君墓（韓語：연산군묘）位于韓國首爾特别市道峰區放鶴洞，是朝鲜王朝第10代君主燕山君（1495年－1506年在位）與居昌郡夫人慎氏（거창군부인 신씨，1476年－1537年）的墓穴，該處亦有義貞宮主趙氏和廢徽慎公主的墓穴。墓室建成於中宗8年（1513年），1991年10月25日獲指定為史蹟第362號。
燕山君的墓本來是王陵，但由於燕山君被降封，他的墓亦隨之降級。

## 外部連結
- 문화재청-연산군묘[永久]